# Fourth Division 1968-1969
La Fourth Division 1968-1969 è stato l'11º campionato inglese di calcio di quarta divisione. Ad aggiudicarsi il titolo di campione di lega è stato il Doncaster Rovers, al secondo successo in tre anni. Le altre tre promozioni in Third Division sono state invece conseguite dall'Halifax Town (2º classificato), dal Rochdale (3º classificato) e dal Bradford City (4º classificato). 
Capocannoniere del torneo è stato Gary Talbot (Chester) con 22 reti.

## Stagione

### Novità
Al termine della stagione precedente, vennero promossi in Third Division i campioni di lega del Luton Town, il Barnsley (entrambi risaliti nella serie superiore dopo cinque anni), il Barrow e l'Hartlepool United (questi ultimi ritrovarono a distanza di undici anni un posto nel terzo livello del calcio inglese)
Queste squadre furono rimpiazzate dalla quattro retrocesse provenienti dalla divisione superiore: Grimsby Town (relegato per la prima volta nel quarto livello del calcio inglese), Colchester United, Scunthorpe United (per la prima volta in quarta divisione) e Peterborough United (nuovamente presente nell'ultima serie professionistica inglese dopo otto anni di militanza in terza divisione).
Lo York City, il Chester, il Workington (costretto a chiedere la rielezione nella lega dopo la retrocessione patita nella stagione precedente) ed il Bradford Park Avenue, che occuparono le ultime quattro posizioni della classifica, vennero rieletti in Football League dopo una votazione che ebbe il seguente responso:
| Club                 | Lega                   | Voti | Verdetto   |
| -------------------- | ---------------------- | ---- | ---------- |
| York City            | Fourth Division        | 46   | Rieletto   |
| Chester              | Fourth Division        | 44   | Rieletto   |
| Bradford Park Avenue | Fourth Division        | 44   | Rieletto   |
| Workington           | Fourth Division        | 38   | Rieletto   |
| Cheltenham Town      | Southern League        | 3    | Non eletto |
| Bedford Town         | Southern League        | 2    | Non eletto |
| Cambridge City       | Southern League        | 2    | Non eletto |
| Cambridge United     | Southern League        | 2    | Non eletto |
| Chelmsford City      | Southern League        | 2    | Non eletto |
| Runcorn              | Cheshire County League | 2    | Non eletto |
| Wigan Athletic       | Cheshire County League | 2    | Non eletto |
| Guildford City       | Southern League        | 1    | Non eletto |
| Hereford United      | Southern League        | 1    | Non eletto |
| New Brighton         | Cheshire County League | 1    | Non eletto |
| Wellington Town      | Southern League        | 1    | Non eletto |
| Wibledon FC          | Southern League        | 1    | Non eletto |
| Worcester City       | Southern League        | 1    | Non eletto |
| Yeovil Town          | Southern League        | 0    | Non eletto |
| Nuneaton Borough     | Southern League        | 0    | Non eletto |

### Formula
Le prime quattro classificate venivano promosse in Third Division, mentre le ultime quattro erano sottoposte al processo di rielezione.

## Squadre partecipanti
| Squadra              | Città                    | Stadio            | Stagione precedente                     |
| -------------------- | ------------------------ | ----------------- | --------------------------------------- |
| Aldershot            | Aldershot                | Recreation Ground | 9º posto in Fourth Division             |
| Bradford City        | Bradford                 | Valley Parade     | 5º posto in Fourth Division             |
| Bradford Park Avenue | Bradford                 | Park Avenue       | 24º posto in Fourth Division, rieletto  |
| Brentford            | Londra (Hounslow)        | Griffin Park      | 14º posto in Fourth Division            |
| Chester              | Chester                  | Sealand Road      | 22º posto in Fourth Division, rieletto  |
| Chesterfield         | Chesterfield             | Saltergate        | 7º posto in Fourth Division             |
| Colchester United    | Colchester               | Layer Road        | 22º posto in Third Division, retrocesso |
| Darlington           | Darlington               | Feethams Ground   | 16º posto in Fourth Division            |
| Doncaster Rovers     | Doncaster                | Belle Vue         | 10º posto in Fourth Division            |
| Exeter City          | Exeter                   | St James Park     | 20º posto in Fourth Division            |
| Grimsby Town         | Grimsby                  | Blundell Park     | 21º posto in Third Division, retrocesso |
| Halifax Town         | Halifax                  | The Shay          | 11º posto in Fourth Division            |
| Lincoln City         | Lincoln                  | Sincil Bank       | 13º posto in Fourth Division            |
| Newport County       | Newport                  | Somerton Park     | 12º posto in Fourth Division            |
| Notts County         | Nottingham               | Meadow Lane       | 17º posto in Fourth Division            |
| Peterborough United  | Peterborough             | London Road       | 24º posto in Third Division, retrocesso |
| Port Vale            | Stoke on Trent (Burslem) | Vale Park         | 18º posto in Fourth Division            |
| Rochdale             | Rochdale                 | Spotland Stadium  | 19º posto in Fourth Division            |
| Scunthorpe United    | Scunthorpe               | Old Showground    | 23º posto in Third Division, retrocesso |
| Southend United      | Southend on Sea          | Roots Hall        | 6º posto in Fourth Division             |
| Swansea Town         | Swansea                  | Vetch Field       | 15º posto in Fourth Division            |
| Wrexham              | Wrexham                  | Racecourse Ground | 8º posto in Fourth Division             |
| Workington           | Workington               | Borough Park      | 23º posto in Fourth Division, rieletto  |
| York City            | York                     | Bootham Crescent  | 21º posto in Fourth Division, rieletto  |

## Classifica finale
|  | Pos. | Squadra          | Pt | G  | V  | N  | P  | GF | GS  | QR    |
|  | ---- | ---------------- | -- | -- | -- | -- | -- | -- | --- | ----- |
|  | 1    | Doncaster        | 59 | 46 | 21 | 17 | 8  | 65 | 38  | 1.711 |
|  | 2    | Halifax Town     | 57 | 46 | 20 | 17 | 9  | 53 | 37  | 1.432 |
|  | 3    | Rochdale         | 56 | 46 | 18 | 20 | 8  | 68 | 35  | 1.943 |
|  | 4    | Bradford City    | 56 | 46 | 18 | 20 | 8  | 65 | 46  | 1.413 |
|  | 5    | Darlington       | 52 | 46 | 17 | 18 | 11 | 62 | 45  | 1.378 |
|  | 6    | Colchester Utd   | 52 | 46 | 20 | 12 | 14 | 57 | 53  | 1.075 |
|  | 7    | Southend Utd     | 51 | 46 | 19 | 13 | 14 | 78 | 61  | 1.279 |
|  | 8    | Lincoln City     | 51 | 46 | 17 | 17 | 12 | 54 | 52  | 1.038 |
|  | 9    | Wrexham          | 50 | 46 | 18 | 14 | 14 | 61 | 52  | 1.173 |
|  | 10   | Swansea Town     | 49 | 46 | 19 | 11 | 16 | 58 | 54  | 1.074 |
|  | 11   | Brentford        | 48 | 46 | 18 | 12 | 16 | 64 | 65  | 0.985 |
|  | 12   | Workington       | 47 | 46 | 15 | 17 | 14 | 40 | 43  | 0.930 |
|  | 13   | Port Vale        | 46 | 46 | 16 | 14 | 16 | 46 | 46  | 1.000 |
|  | 14   | Chester          | 45 | 46 | 16 | 13 | 17 | 76 | 66  | 1.152 |
|  | 15   | Aldershot        | 45 | 46 | 19 | 7  | 20 | 66 | 66  | 1.000 |
|  | 16   | Scunthorpe Utd   | 44 | 46 | 18 | 8  | 20 | 61 | 60  | 1.017 |
|  | 17   | Exeter City      | 43 | 46 | 16 | 11 | 19 | 66 | 65  | 1.015 |
|  | 18   | Peterborough Utd | 42 | 46 | 13 | 16 | 17 | 60 | 57  | 1.053 |
|  | 19   | Notts County     | 42 | 46 | 12 | 18 | 16 | 48 | 57  | 0.842 |
|  | 20   | Chesterfield     | 41 | 46 | 13 | 15 | 18 | 43 | 50  | 0.860 |
|  | 21   | York City        | 39 | 46 | 14 | 11 | 21 | 53 | 75  | 0.707 |
|  | 22   | Newport County   | 36 | 46 | 11 | 14 | 21 | 49 | 74  | 0.662 |
|  | 23   | Grimsby Town     | 33 | 46 | 9  | 15 | 22 | 47 | 69  | 0.681 |
|  | 24   | Bradford PA      | 20 | 46 | 5  | 10 | 31 | 32 | 106 | 0.302 |

Legenda:
      Promosso in Third Division 1969-1970.
      Rieletto nella Football League.
Regolamento:
Due punti a vittoria, uno a pareggio, zero a sconfitta.
A parità di punti le squadre venivano classificate secondo il quoziente reti.